# Thomas Brassey
Thomas Brassey, 1. hrabě Brassey (Thomas Brassey, 1st Earl Brassey, 1st Baron Brassey) (11. února 1836, Stafford, Anglie – 23. února 1918, Londýn, Anglie) byl britský podnikatel, politik, cestovatel a spisovatel. Spolu s otcem podnikal v železniční dopravě, byl dlouholetým poslancem Dolní sněmovny za Liberální stranu. Jako politik a spisovatel se věnoval národohospodářským otázkám a problematice námořnictva. Zastával nižší funkce na ministerstvu námořnictva, později byl guvernérem v Austrálii. S titulem barona vstoupil v roce 1886 do Sněmovny lordů, později získal titul hraběte.

## Kariéra
Pocházel z bohaté podnikatelské rodiny, byl synem Thomase Brasseye (1805–1870), který se prosadil jako úspěšný podnikatel v železniční dopravě. Vystudoval v Oxfordu a poté krátce působil jako právník. V roce 1865 byl v doplňovacích volbách zvolen do Dolní sněmovny za město Devonport, tento mandát ale ztratil téhož roku ve všeobecných volbách. Poté byl poslancem v letech 1868–1886 za město Hastings. V parlamentu se věnoval ekonomické problematice a správě námořnictva, podnikl také několik cest do kolonií. Své zkušenosti z podnikání a cest po světě zúročil jako spisovatel v několika knihách, v letech 1879–1880 byl prezidentem Královské statistické společnosti. V Gladstonově vládě byl civilním lordem admirality (1880–1882) a poté finančním tajemníkem admirality (1882–1885). V letech 1882–1885 byl zároveň mluvčím admirality v Dolní sněmovně, protože tehdejší ministr námořnictva lord Northbrook zasedal ve Sněmovně lordů. V roce 1886 neúspěšně kandidoval ve volbách za Abercromby, načež byl povýšen na barona a povolán do Horní sněmovny. Za další Gladstonovy vlády byl v letech 1892–1895 lordem komořím královny Viktorie a díky svým zkušenostem byl poté jmenován do funkce guvernéra v australské provincii Victoria (1895–1901).
Po návratu do Anglie byl prezidentem londýnské obchodní komory (1901–1902), poté se ještě angažoval v několika vládních výborech, získal čestné doktoráty na univerzitách v Oxfordu a Dublinu, obdržel také francouzský Řád čestné legie a v roce 1906 velkokříž Řádu lázně. V letech 1908–1913 zastával čestný post lorda strážce pěti přístavů a v roce 1911 byl povýšen na hraběte.

## Rodina
V roce 1860 se oženil s Anne Allnutt (1840–1887), která proslula jako cestovatelka a spisovatelka, v roce 1890 se jeho druhou manželkou stala Sybil Capel (1858-1934), sestra 7. hraběte z Essexu. Z prvního manželství pocházel syn Thomas Brassey, 2. hrabě Brassey (1863–1919), druhý a poslední nositel hraběcího titulu. Dcera Muriel (1872–1930) byla manželkou 8. hraběte De la Warr, další dcera Mary Adelaide (1875–1960) byla provdaná za státníka a indického místokrále markýze z Willingdonu.
Podnikatelským a politickým aktivitám se věnovali také Thomasovi mladší bratři. Henry Arthur Brassey (1840–1891) byl poslancem Dolní sněmovny v letech 1868–1885, patřil též k liberálům a zastával správní funkce v hrabství Kent, kde vlastnil zámek Preston Hall. Další bratr Albert Brassey (1844–1918) zasedal v parlamentu v letech 1895–1906.
Thomasův synovec Henry Leonard Brassey (1870–1958) sloužil v armádě a byl též dlouholetým členem Dolní sněmovny, v roce 1938 získal titul barona z Apethorpe odvozený od zámku Apethorpe Hall zakoupeného od zadlužených hrabat z Westmorlandu. Současným reprezentantem rodu je Edward Brassey, 4. baron Brassey z Apethorpe (*1964).